# Big Bear Lake
Big Bear Lake è un centro abitato (City) degli Stati Uniti d'America, situato nella contea di San Bernardino dello Stato della California. Nel censimento del 2000 la popolazione era di 5.438 abitanti.

## Geografia fisica
Secondo i rilevamenti dello United States Census Bureau, Big Bear Lake si estende su una superficie di 17,0 km², di cui 16,4 km² occupati da terre e 0,6 da acqua.